# A la nappe
A la nappe is het roeren van een crème tot voor het kookpunt. Het is een kooktechniek die wordt toegepast bij de bereiding van verschillende gerechten. De crème wordt verwarmd totdat de rug van een lepel er sporen in achterlaat. Het doel ervan is om bepaalde smaak- en structuureigenschappen te behouden, die bij het koken van het gerecht verloren zouden gaan.
A la nappe wordt onder meer toegepast bij de bereiding van: Dolcini (zoete dessert ravioli), verschillende soorten ijs, anglaisesaus (dessertsaus) en bavarois.